# قرار مجلس الأمن التابع للأمم المتحدة رقم 1571
قرار مجلس الأمن التابع للأمم المتحدة رقم 1571، الذي تم اعتماده بدون تصويت في 4 تشرين الثاني / نوفمبر 2004، بعد الإشارة إلى استقالة قاضي محكمة العدل الدولية غيلبرت غيوم الذي دخل حيز التنفيذ في 11 شباط / فبراير 2005، قرر المجلس أن الانتخابات لشغل المنصب الشاغر في محكمة العدل الدولية ستكون في 15 شباط / فبراير 2005 في مجلس الأمن وفي اجتماع للجمعية العامة خلال دورتها التاسعة والخمسين.
غيوم، رجل قانون فرنسي، كان عضوا في المحكمة منذ سبتمبر 1987 ورئيسها من 2000 إلى 2003. كان من المقرر أن تنتهي فترة ولايته في فبراير 2009. تم استبداله بروني أبراهام.

## روابط خارجية
- نص القرار في undocs.org